# Humphrey Sturt

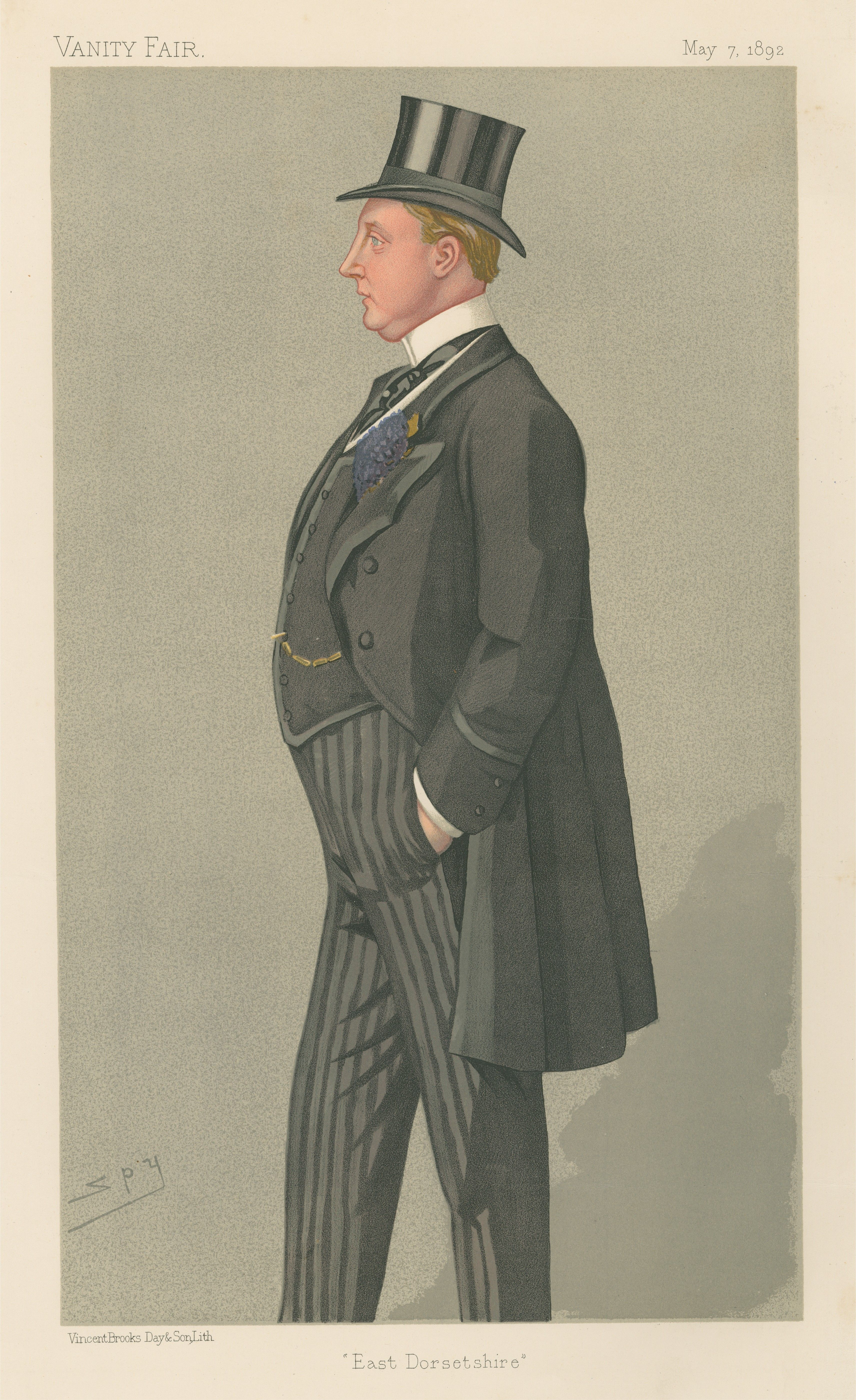
Humphrey Sturt, 2. baron Alington

Humphrey Napier Sturt (20 sierpnia 1859 – 30 lipca 1919 w Londynie), brytyjski arystokrata i polityk, najstarszy syn Henry'ego Sturta, 1. barona Alington i lady Augusty Bingham, córki 3. hrabiego Lucan.
W 1873 r. rozpoczął naukę w Eton College. Uczelnię ukończył w 1877 r. i kontynuował naukę w Christ Church na Uniwersytecie Oksfordzkim. W 1891 r. został wybrany do Izby Gmin jako reprezentant okręgu East Dorset. W życiu politycznym był związany z Partią Konserwatywną. W Izbie Gmin zasiadał do 1904 r., kiedy to po śmierci ojca odziedziczył tytuł barona Alington i zasiadł w Izbie Lordów. Został odznaczony Krzyżem Komandorskim Królewskiego Orderu Wiktorii.
25 czerwca 1883 r. poślubił lady Feodorownę Yorke (1864 – 27 czerwca 1934), córkę Charlesa Yorke'a, 5. hrabiego Hardwicke i lady Sophii Wellesley, córki 1. hrabiego Cowley. Humphrey i Feodorowna mieli razem dwóch synów i dwie córki:
- Diana Isabel Sturt (3 kwietnia 1884 – ?), żona Henry'ego Broughama, matka m.in. Victora Broughama, 4. barona Brougham i Vaux
- Sylvia Sturt (ur. i zm. 1886)
- kapitan Gerald Philip Montagu Napier Sturt (9 kwietnia 1893 – 11 listopada 1918), zmarł z ran odniesionych podczas I wojny światowej
- Napier George Henry Sturt (1 listopada 1896 – 17 września 1940), 3. baron Alington

Lord Alington zmarł w 1919 r. w wieku 60 lat. Jego pogrzeb odbył się 6 sierpnia w Moor Crichel w Wimborne, w hrabstwie Dorset.